# 酔い

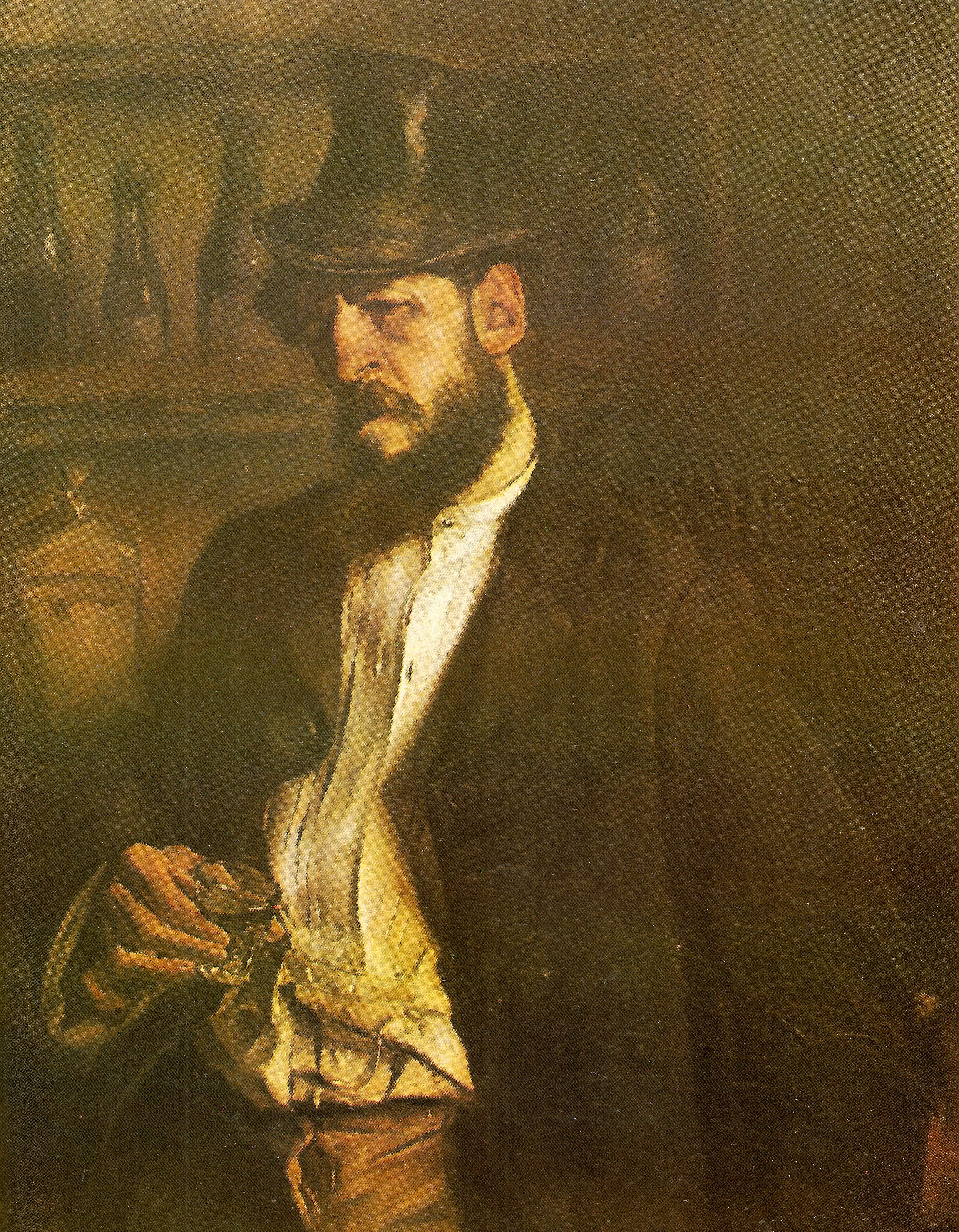
酔い

酔い（よい）は、不快な症状を引き起こす生体影響の一種（生理現象）。酒などを摂取した時に引き起こされる酒酔い（drunkenness）や乗り物などに乗った時に起こる乗り物酔い（kinetosis）などがある。

## 歴史
酔いは紀元前400年頃には知られており、ヒポクラテスは「航海するとわかるように、動かされると体の働きが乱れて吐き気が起こるものである。」と記している。また、今昔物語集第二十八巻第二には「此の者共、車酔ひたる心地共なれば、極て心地悪く成て、目転て万の物逆様に見ゆ。」と源頼光の郎等三人が初めて牛車に乗った際の車酔いについて書かれている。
現代では自動車等による乗り物酔いのほか、映像酔いや宇宙酔いなど新たな要因によるものも現れている。

## 要因

### 酒酔い
酒類に含まれるエチルアルコール（エタノール）には、耽溺、酩酊、耐性、依存といった薬理学的特性がある。飲酒により酩酊状態になると、直接的には身体運動機能、認知機能、感情理性制御の低下を生じる。さらにこれらが要因となって、交通事故、転倒事故、転落事故、頭部外傷、溺水や凍死、吐物吸引や誤飲などの事故が起きることもある。

### 乗り物酔い
乗り物酔いは三半規管の誤作動により自律神経に異常が発生した場合に起こる症状であり、振動、視覚刺激、嗅覚刺激などが要因で引き起こされる自律神経系失調による一過性の眩暈、吐き気などの症状を指す。

### その他の要因
- 3D酔い
- 地震酔い